# Atomu Nabeta
Atomu Nabeta (鍋田 亜人夢 Nabeta Atomu?), född 1 maj 1991 i Shizuoka prefektur, är en japansk fotbollsspelare.
Nabeta började sin karriär 2010 i Shimizu S-Pulse. Han spelade 13 ligamatcher för klubben. 2014 flyttade han till Avispa Fukuoka. Han avslutade karriären 2014.